# René Janoštík
René Janoštík (* 22. května 1956 Třebíč) je český karikaturista, kreslíř, projektant a technik.

## Biografie
René Janoštík se narodil v roce 1956 v Třebíči, následně maturoval na gymnáziu v Třebíči a posléze nastoupil na fakultu stavební VUT v Brně, kterou vystudoval. Posléze působil jako projektant, v roce 1991 odešel z práce a začal se věnovat kresbě na volné noze. Je členem Unie výtvarných umělců a České unie karikaturistů (tam je také členem Federace karikaturistických organizací). V roce 2010 nastoupil na pozici technického a marketingového manažera zubní kliniky v Brně.
Žije ve Střelicích u Brna. Spolupracoval s Jiřím Winterem Nepraktou a Jiřím Závišem.